# Jonas Brothers: Live: Walmart Soundcheck CD+DVD
Jonas Brothers: Live: Walmart Soundcheck CD+DVD är det första livealbumet av den amerikanska poprock-gruppen the Jonas Brothers, och deras femte album som släppts under skivbolaget Hollywood Records. Livealbumet släpptes den 10 november 2009 i USA och exklusivt i butikskedjan Wal-Mart för 9 dollar. Det spelades in den 16 maj 2009 i El Rey Theatre i Los Angeles, Kalifornien.

## Tracklista

### Disc 1
1. S.O.S.
2. Poison Ivy
3. Lovebug
4. Paranoid
5. Turn Right
6. Burnin' Up

### Disc 2 (DVD) (Liveuppträdanden)
1. S.O.S.
2. Poison Ivy
3. Lovebug
4. Paranoid
5. Turn Right
6. Burnin' Up
7. Exklusiv All Access Intervju

- DVD:n är totalt 37 minuter lång.